# Peep World
Pour plus de détails, voir Fiche technique et Distribution.
Peep World est un film américain, sorti en 2010.

## Fiche technique
- Titre : Peep World
- Réalisation : Barry W. Blaustein
- Scénario : Peter Himmelstein
- Photographie : Tobias Datum
- Musique : Jeff Cardoni
- Pays d'origine : États-Unis
- Format : Couleurs - 2,35:1
- Genre : comédie dramatique
- Date de sortie : 2010

## Distribution
- Lewis Black : Narrateur (voix)
- Ron Rifkin : Henry Meyerwitz
- Rainn Wilson : Joel Meyerwitz
- Taraji P. Henson : Mary
- Sarah Silverman : Cheri Meyerwitz
- Stephen Tobolowsky : Ephraim
- Nicholas Hormann : Ted
- Lesley Ann Warren : Marilyn
- Judy Greer : Laura
- Michael C. Hall : Jack Meyerwitz
- Kate Mara : Meg
- Ben Schwartz : Nathan Meyerwitz
- Michael McDonald : Directeur britannique
- Troian Bellisario : Film Set P.A.
- Alicia Witt : Amy Harrison
- Danay García : Attractive P.A.
- Deborah Pratt : Cassandra Williamson
- Octavia Spencer : Alison
- Geoffrey Arend : Dr Novak
- Guillermo Díaz : Jesus
- Jack Plotnick : Bookstore Manager
- Emily Kuroda : la propriétaire de l'onglerie